# كنيسة زيلينتشوك الشمالية
كنيسة زيلينتشوك الشمالية (بالروسية: Северный Зеленчукский храм) هي كنيسة ألانية تعود إلى أوائل القرن العاشر تقع في أرخيز، وهي منطقة جبلية في قراتشاي - تشيركيسيا. الكنيسة واحدة من كنائس زيلينتشوك التي تقع في مستوطنة أرخيز السفلى.

## التاريخ
كانت الكنيسة الشمالية بمثابة كاتدرائية الإمبراطورية الآلانية خلال القرنين العاشر والثالث عشر. تم بناء الكنيسة باستخدام الحجر الرملي. الهيكل له شكل صليب. طول الكنيسة دون المدخل هو 21 مترا.
تم رسم بعض اللوحات الجدارية في أواخر القرن التاسع عشر بواسطة د.م. ستروكوف. وقد تم الحفاظ على شظايا من الجص كانت موجودة بدون طبقة الطلاء خلال ترميم جدران الكنيسة. وفقا لـ ف.أ. كوزنيتسوف ربما تم بناء كنيسة كوزنيتسوف الشمالية في الفترة من 914 إلى 916 وكانت مكرسة للقديس نيكولاس. داخل الكنيسة توجد معمودية قديمة ومذبح ومقبرة بالقرب من الجدار الجنوبي.